# La Gotèla
La Goutelle és un municipi francès situat al departament del Puèi Domat i a la regió d'Alvèrnia-Roine-Alps. L'any 2007 tenia 531 habitants.

## Demografia

### Població
El 2007 la població de fet de La Goutelle era de 531 persones. Hi havia 221 famílies de les quals 54 eren unipersonals (31 homes vivint sols i 23 dones vivint soles), 74 parelles sense fills, 74 parelles amb fills i 19 famílies monoparentals amb fills.
La població ha evolucionat segons el següent gràfic:
Habitants censats

### Habitatges
El 2007 hi havia 295 habitatges, 226 eren l'habitatge principal de la família, 46 eren segones residències i 23 estaven desocupats. 279 eren cases i 16 eren apartaments. Dels 226 habitatges principals, 191 estaven ocupats pels seus propietaris, 29 estaven llogats i ocupats pels llogaters i 6 estaven cedits a títol gratuït; 1 tenia una cambra, 9 en tenien dues, 22 en tenien tres, 50 en tenien quatre i 144 en tenien cinc o més. 179 habitatges disposaven pel capbaix d'una plaça de pàrquing. A 82 habitatges hi havia un automòbil i a 116 n'hi havia dos o més.

### Piràmide de població
La piràmide de població per edats i sexe el 2009 era:
| Homes | Edats   | Dones |
| ----- | ------- | ----- |
| 0     | 95 o +  | 0     |
| 0     | 90 a 94 | 0     |
| 0     | 85 a 89 | 8     |
| 0     | 80 a 84 | 4     |
| 4     | 75 a 79 | 0     |
| 12    | 70 a 74 | 0     |
| 32    | 65 a 69 | 40    |
| 16    | 60 a 64 | 32    |
| 12    | 55 a 59 | 16    |
| 16    | 50 a 54 | 4     |
| 20    | 45 a 49 | 20    |
| 56    | 40 a 44 | 44    |
| 12    | 35 a 39 | 20    |
| 24    | 30 a 34 | 12    |
| 28    | 25 a 29 | 12    |
| 24    | 20 a 24 | 20    |
| 20    | 15 a 19 | 36    |
| 8     | 10 a 14 | 20    |
| 12    | 5 a 9   | 8     |
| 8     | 0 a 4   | 8     |

## Economia
El 2007 la població en edat de treballar era de 347 persones, 266 eren actives i 81 eren inactives. De les 266 persones actives 250 estaven ocupades (141 homes i 109 dones) i 16 estaven aturades (8 homes i 8 dones). De les 81 persones inactives 35 estaven jubilades, 10 estaven estudiant i 36 estaven classificades com a «altres inactius».

### Ingressos
El 2009 a La Goutelle hi havia 243 unitats fiscals que integraven 587,5 persones, la mediana anual d'ingressos fiscals per persona era de 17.698 €.

### Activitats econòmiques
Dels 23 establiments que hi havia el 2007, 3 eren d'empreses alimentàries, 1 d'una empresa de fabricació d'altres productes industrials, 8 d'empreses de construcció, 5 d'empreses de comerç i reparació d'automòbils, 1 d'una empresa de transport, 2 d'empreses d'hostatgeria i restauració, 1 d'una empresa immobiliària, 1 d'una entitat de l'administració pública i 1 d'una empresa classificada com a «altres activitats de serveis».
Dels 11 establiments de servei als particulars que hi havia el 2009, 1 era una oficina de correu, 2 tallers de reparació d'automòbils i de material agrícola, 2 paletes, 1 guixaire pintor, 2 lampisteries, 1 electricista, 1 perruqueria i 1 restaurant.
Dels 3 establiments comercials que hi havia el 2009, 1 era una fleca, 1 una carnisseria i 1 una floristeria.
L'any 2000 a La Goutelle hi havia 38 explotacions agrícoles que ocupaven un total de 1.100 hectàrees.

## Equipaments sanitaris i escolars
El 2009 hi havia una escola elemental integrada dins d'un grup escolar amb les comunes properes formant una escola dispersa.

## Poblacions més properes
El següent diagrama mostra les poblacions més properes.